# John Ledyard

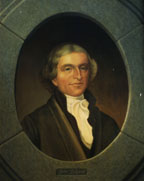
John Ledyard

John Ledyard (* November 1751 in Groton, Colony of Connecticut, British America; † 10. Januar 1789 in Kairo, Ägypten) war der zweite Afrikareisende der African Association.

## Leben
Ledyard, Sohn des John Ledyard und der Abigail Hempstead, wurde von der Association zwar nach Simon Lucas kontaktiert, um Afrika zu erforschen, brach jedoch schon vor diesem auf. Am 30. Juni 1788 ging er nach Ägypten. Von dort wollte er im Schutz einer Karawane südwärts nach Nubien und danach westlich durch Afrika reisen. Er starb jedoch, nachdem er Ende 1788 eine Überdosis Vitriolsäure eingenommen hatte, um Magenbeschwerden zu behandeln. Seinen Fehler erkennend trank er Brechweinstein in der Hoffnung, sich zu übergeben, jedoch waren seine inneren Blutungen bereits zu stark. Er starb im Januar 1789. Sein Verdienst war, die African Association über die Existenz von Handelsrouten von Kairo bis Timbuktu zu unterrichten.